# Deliverance (album)
Deliverance är ett musikalbum av det svenska progressiv death metal-bandet Opeth. Albumet spelades in under sommaren 2002 i Nacksving Studio och i Studio Fredman i Göteborg. De båda albumen Deliverance och Damnation spelades in samtidigt. Medan Deliverance innehåller death metal-låtar av samma typ som på resterande Opeth-album innehåller Damnation endast lugna låtar. Deliverance släpptes den 12 november 2002 på Koch Records och Music for Nations.

## Inspelning
Opeth spelade in albumen Deliverance och Damnation samtidigt.
Inför inspelningen var endast två låtar klara, och inga texter hade skrivits. Bandet anlände till Nacksving studio på kvällen den 22 juli 2002, och påbörjade arbetet med inspelningen dagen därpå. De sov på luftmadrasser på golvet i studion. Redan från början av inspelningen drabbades de av massor med problem: saker gick sönder, datorn strejkade, trummikrofoner byttes ut utan att någon i bandet informerades, osv.  På grund av alla problem var de tvungna att jobba näst intill oavbrutet med inspelningen, med 5-6 timmars sömn varje natt. Av en slump mötte de Fredrik Nordström, som driver Studio Fredman, på krogen, och han hjälpte till med inspelningen av gitarren. Inspelningen av trummorna på Deliverance tog ungefär tio dagar och inspelningen av trummorna på Damnation tog ungefär ytterligare fem dagar. Inför inspelningen av Damnation-låtarna mickade de om trumsetet för att få ett mer "gammalt" ljud.
Bandet kände att situationen i Nacksving studio blev allt mer ohållbar och kontaktade Studio Fredman och frågade om de kunde få flytta över till deras studio och slutföra inspelningen, vilket de fick. Inspelningen av elbasen var de tvungna att klara av på två dagar. Mikael Åkerfeldt och basisten Martin Mendez satt uppe hela nätterna för att klara av detta, och till slut var de så trötta att de skrattade åt i princip vad som helst. Under de tio sista dagarna av inspelningen var Porcupine Trees frontman Steven Wilson, som också medverkat vid inspelningen av Blackwater Park, med i studion. Han producerade rensången, och bidrog även på klaviatur och bakgrundssång. Texterna till låtarna skrev Åkerfeldt i studion. Inspelningen av growlsången tog 6-7 timmar. Allra sist spelade bandet in gitarrsolona: först Peter Lindgren och sedan Åkerfeldt. Framåt slutet av inspelningen var Åkerfeldt väldigt trött. Mixningen sköttes av Andy Sneap, och Åkerfeldt blev väldigt nöjd med resultatet. Största delen av sången på Damnation spelades in i Wilsons studio No Mans Land i London.

## Utgivning
Deliverance släpptes den 12 november 2002 på Koch Records och Music for Nations.

## Låtlista
| Nr | Titel                       | Längd |
| -- | --------------------------- | ----- |
| 1. | Wreath                      | 11:10 |
| 2. | Deliverance                 | 13:36 |
| 3. | A Fair Judgement            | 10:24 |
| 4. | For Absent Friends          | 2:17  |
| 5. | Master's Apprentices        | 10:32 |
| 6. | By the Pain I See in Others | 13:51 |

Källa

## Medverkande
Opeth
- Mikael Åkerfeldt – sång, gitarr
- Peter Lindgren – gitarr
- Martin Mendez – elbas
- Martin Lopez – trummor, slagverk

Gästartist
- Steven Wilson – klaviatur

Produktion
- Producerad av Mikael Åkerfeldt och Steven Wilson
- Inspelad av Isak Edh, Fredrik Nordström och Steven Wilson
- Mixad av Andy Sneap och Opeth